# Sharon Needles
Sharon Needles (28 de novembro de 1981), nome artístico de Aaron Robert Coady, é uma drag queen e artista musical norte-americana. Ganhou destaque internacional ao participar na quarta temporada do concurso televisivo RuPaul's Drag Race, onde rapidamente se tornou uma das favoritas dos fãs e foi coroada vencedora em abril de 2012.
Após ter participado na competição, Sharon Needles lançou o seu primeiro álbum PG-13 em janeiro de 2013, estreando-se em 186º lugar na Billboard 200 e em 9º na lista de Dance/Electronic Albums. Mais tarde, lançou os álbuns Taxidermy (2015), Battle Axe (2017), Spoopy (2019) e Absolute Zero (2022) que ficaram entre os dez melhores classificados nas tabelas de música Dance/Electronic dos Estados Unidos.

## Biografia
Nascido Aaron Coady em 28 de novembro de 1981, em Newton, Iowa, é filho de Joan Coady. Em entrevistas, revelou que a sua infância no Iowa foi caracterizada por momentos difíceis, tendo sofrido sistematicamente assédio anti-gay e anti-"forasteiro", o que o levou a abandonar a Newton High School antes de poder concluir o ensino secundário.
Em 1997 estreou-se na arte drag e, em 2004, mudou-se para Pittsburgh, Pensilvânia, onde começou a trabalhar profissionalmente sob o nome artístico Sharon Needles em casas noturnas e vários outros locais com o grupo drag "the Haus of Haunt", descrito pela própria como "uma confusa mistura punk rock de pessoas muito talentosos apesar de estranhas e desiquilibradas".

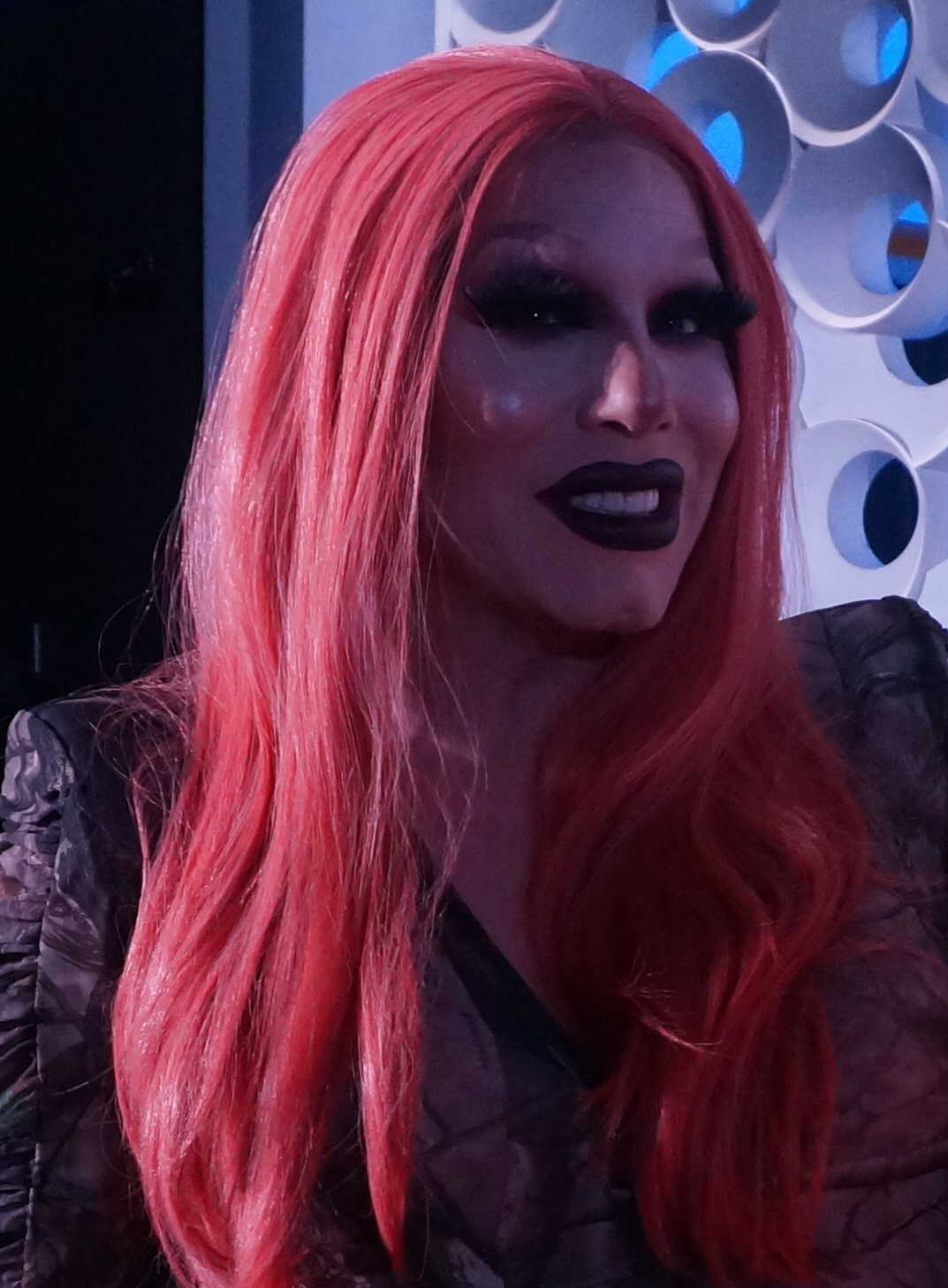
Sharon Needles (2017)

Em 2011, como Sharon Needles foi selecionada para competir como concorrente na quarta temporada de RuPaul's Drag Race. Durante a competição que estreou a 30 de janeiro de 2012, venceu o primeiro desafio, tornando-se instantaneamente numa das favoritas não só do público como também dos mídia e dos jurados, devido à sua sagacidade e singularidade, exaltada pelo seu senso de moda "macabro", alternativo e estilo de maquilhagem não convencional, facto comprovado quando, fazendo juz à sua estética "transgressiva", Lady Gaga publicou na rede social Twitter, em 27 de março de 2012, que Sharon Needles era fabulosa e que o seu estilo de invejar, perguntando onde podia alugar as suas perucas para usar na sua tour.
Ainda durante a competição, devido às fugas de informação que ocorreram nas temporadas anteriores de Drag Race, tendo sido partilhados rumores sobre quem eram os vencedores antes que os episódios finais pudessem ser emitidos, foi tomada a decisão de não se gravar o episódio final onde se anunciaria o vencedor. Em vez disso, RuPaul decidiu dar aos fãs a oportunidade de expressarem as suas opiniões nas redes sociais sobre quem deveria ganhar antes da gravação do episódio final a 25 de abril de 2012, tendo gravado três resultados diferentes com cada um dos "3 finalistas" a ser coroado. Emitida a versão final a 30 de abril de 2012, foi então anunciado que Sharon Needles era a vencedora e detentora do título de "America's Next Drag Superstar".
Após a emissão do programa televisivo, Sharon Needles ganhou a votação realizada pelos fãs do programa, através do Facebook, para ser selecionada como concorrente no RuPaul's Drag Race: All Stars, contudo recusou, pedindo para ser substituída na competição pela sua colega de RuPaul's Drag U e vice-campeã na mesma votação, Pandora Boxx. No mesmo ano, estreou-se como apresentadora de televisão ao apresentar filmes de terror e suspense exibidos na rede televisiva Logo, sob o título da série Fearce!, e se tornou o rosto de uma campanha publicitária da People for the Ethical Treatment of Animals (PETA) promovendo o vegetarianismo. Em junho de 2012, o Conselho Municipal de Pittsburgh emitiu uma proclamação oficial declarando o dia 12 de junho de 2012 como "Dia de Sharon Needles".
A 29 de janeiro de 2013, lançou o seu primeiro álbum de estúdio PG-13, que estreou na posição 186 da Billboard 200 dos Estados Unidos, vendendo 3.000 cópias na primeira semana. Em abril desse mesmo ano, participou no single "RuPaulogize", do álbum de estreia de Willam Belli, The Wreckoning.
A 31 de outubro de 2015, noite de Halloween, lançou o seu segundo álbum de estúdio Taxidermy, destacando-se os singles "Dracula" e "Hollywoodn't, cujo videoclipe, realizado por Santiago Felipe, explorava o lado sombrio de Hollywood. No vídeo, Sharon Needles retratou Elizabeth Short, também conhecida como Dália Negra, Sharon Tate e Jayne Mansfield.
O seu terceiro álbum de estúdio, Battle Axe, estreou a 6 de outubro de 2017, junto com um vídeo para o single de mesmo nome. O segundo single do álbum foi "Andy Warhol Is Dead", lançado em 5 de novembro de 2017.

## Vida pessoal
Reside em Pittsburgh, Pensilvânia.
Durante quatro anos, teve um relacionamento amoroso com Justin Honard, seu colega de drag e ex-concorrente do programa RuPaul's Drag Race, mais conhecido pelo seu nome artístico, Alaska Thunderfuck. Terminaram o relacionamento em 2013, mas permaneceram amigos. Posteriormente, Sharon Needles teve um relacionamento de longa duração com o artista de efeitos especiais Chad O'Connell, com o qual ficou noivo em 2015.  Separaram-se no verão de 2020.

## Controvérsias
Sharon Needles foi amplamente criticada pelo seu uso consistente e frequente de palavras e imagens com conotações racistas.
Em 2013, um fã de RuPaul's Drag Race, então com 15 anos de idade, alegou que começou a falar com Sharon Needles através do FaceTime e de outras redes sociais e que após lhe confessar os seus pensamentos suicidas e de automutilação, a artista drag terá supostamente o encorajado a continuar a se ferir e terminar a sua vida. Segundo o jovem, os dois se encontraram posteriormente em vários eventos, incluindo num cruzeiro temático de RuPaul's Drag Race, onde Sharon Needles terá sido fisicamente abusiva para com ele. Após ser informada do que teria ocorrido, Michelle Visage relatou as ações à produtora de RuPaul's Drag Race, tendo no entanto todas as alegações sido negadas por Sharon Needles.

## Discografia

### Álbuns de estúdio
| Título        | Detalhes | Posições de pico no gráfico | Posições de pico no gráfico | Posições de pico no gráfico |
| Título        | Detalhes | US                          | US Dança                    | US Indie                    |
| ------------- | --- | --------------------------- | --------------------------- | --------------------------- |
| PG-13         | - Lançado: 29 de janeiro de 2013 - Editora: Auto-lançado - Formatos: CD, LP, download digital                               | 186                         | 9                           | 25                          |
| Taxidermy     | - Lançado: 31 de outubro de 2015 - Editora: Sidecar Records, Produtora Entertainment Group - Formatos: CD, download digital | —                           | 11                          | —                           |
| Battle Axe    | - Lançado: 6 de outubro de 2017 - Editora: Produtora Entertainment Group - Formatos: CD, LP, download digital               | —                           | —                           | —                           |
| Absolute Zero | - Lançado: 22 de julho de 2022 - Editora: Produtora Entertainment Group - Formatos: download digital, LP                    | _                           | 3                           | _                           |

### EPs
| Título | Detalhes                                                                                               |
| ------ | --- |
| Spoopy | - Lançado: 11 de outubro de 2019 - Editora: Produtora Entertainment Group - Formatos: Download digital |

### Singles
| Título                                                                    | Ano  | Álbum         |
| ------------------------------------------------------------------------- | ---- | ------------- |
| "Why Do You Think You Are Nuts?"                                          | 2013 | PG-13         |
| "Dressed to Kill"                                                         | 2014 | PG-13         |
| "I Wish I Were Amanda Lepore" (com Amanda Lepore )                        | 2014 | PG-13         |
| "Dracula"                                                                 | 2015 | Taxidermy     |
| "Hollywoodn't"                                                            | 2016 | Taxidermy     |
| "Battle Axe"                                                              | 2017 | Battle Axe    |
| "Andy Warhol Is Dead"                                                     | 2017 | Battle Axe    |
| "#Liftmeup" (com Greko, Debbie Harry, Amanda Lepore e Peppermint )        | 2019 |               |
| "Lift Them Up 2020" (com Greko, Debbie Harry, Amanda Lepore e Peppermint) | 2020 |               |
| "Absolute Zero"                                                           | 2022 | Absolute Zero |
| "Flamin' Hot"                                                             | 2022 | Absolute Zero |

### Colaborações e Outras Participações
| Canção                            | Ano  | Outros Artistas              | Álbum                        |
| --------------------------------- | ---- | ---------------------------- | ---------------------------- |
| "RuPaulogize"                     | 2013 | William Belli                | The Wreckoning               |
| "Supermodel Inc."                 | 2014 | Super Electric Party Machine | Super Electric Party Machine |
| " Jingle Bells "                  | 2015 | N / D                        | Christmas Queens             |
| "Snow Machine"                    | 2016 | N / D                        | Christmas Queens 2           |
| "The Murder of the Lawson Family" | 2017 | N / D                        | Christmas Queens 3           |
| "I Don't Give a F**k"             | 2018 | Jiggly Caliente              | T.H.O.T. Process             |
| "Brothers in Our World"           | 2018 | N / D                        | Christmas Queens 4           |

### Videoclips
| Canção                           | Ano  | Diretor                      |
| -------------------------------- | ---- | ---------------------------- |
| "This Club is a Haunted House"   | 2013 | Michael Sharkey              |
| "Call Me on the Ouija Board"     | 2013 | Santiago Felipe              |
| "Why Do You Think You Are Nuts?" | 2013 | Marina Pfenning & Tony Balko |
| "Dressed to Kill"                | 2014 | Ben Simkins                  |
| "I Wish I Were Amanda Lepore"    | 2014 | Ben Simkins                  |
| "Dracula"                        | 2015 | Santiago Felipe              |
| "Jingle Bells"                   | 2015 | Steve Willis                 |
| "Hollywoodn't"                   | 2016 | Santiago Felipe              |
| "Battle Axe"                     | 2017 | Santiago Felipe              |
| "Andy Warhol Is Dead"            | 2017 | Ben Simkins                  |
| "666"                            | 2018 | Ben Simkins                  |
| "Monster Mash"                   | 2019 | Brad Hammer                  |
| "Absolute Zero"                  | 2022 | Assaad Yacoub                |
| "Flamin' Hot"                    | 2022 | Assaad Yacoub                |

## Filmografia

### Cinema
| Ano  | Título     | Papel     | Notas        |        |
| ---- | ---------- | --------- | ------------ | ------ |
| 2019 | The Queens | Ela mesma | Documentário | [ 46 ] |

### Televisão
| Ano       | Títulos                      | Papel        | Notas                    | Ref.   |
| --------- | ---------------------------- | ------------ | ------------------------ | ------ |
| 2012      | RuPaul's Drag Race           | Ela mesma    | Temporada 4 - Vencedora  |        |
| 2012      | RuPaul's Drag Race: Untucked | Ela mesma    |                          |        |
| 2012      | RuPaul's Drag U              | Ela mesma    |                          |        |
| 2012-2013 | Fearce!                      | Ela mesma    | Logo TV                  | [ 47 ] |
| 2013      | Watch What Happens: Live     | Ela mesma    | Temporada 9, Episódio 67 | [ 48 ] |
| 2013      | She's Living for This        | Ela mesma    | Temporada 2, Episódio 1  | [ 49 ] |
| 2016      | RuPaul's Drag Race           | Ela mesma    | Temporada 8, Episódio 1  |        |
| 2017      | Good Behavior                | Tonya Hardon | Temporada 2, Episódio 5  | [ 50 ] |

## Links externos
- Sítio oficial
- Sharon Needles. no IMDb.
- Sharon Needles (em inglês) no Discogs

1. ↑  Battle Axe did not enter the main Billboard Dance/Electronic Albums chart, but peaked at number 18 on the Billboard Dance/Electronic Album Sales chart.[45]